# Rodger Doner
Rodger Douglas Doner (ur. 12 lipca 1938 w Kirkland Lake, zm. 4 sierpnia 2022 w Brockville) – kanadyjski zapaśnik walczący w stylu wolnym. Olimpijczyk z Tokio 1964, gdzie zajął szesnaste miejsce w wadze lekkiej.

## Letnie Igrzyska Olimpijskie 1964
| Konkurencja      | Rundy eliminacyjne | Rundy eliminacyjne           | Klas. końcowa |
| Konkurencja      | Przeciwnik I       | Przeciwnik II                | Miejsce       |
| ---------------- | ------------------ | ---------------------------- | ------------- |
| 70 kg styl wolny | Klaus Rost (GER) P | Carlos Alberto Vario (ARG) P | 16.           |